# Hemimastigophora
Hemimastigophora é um grupo de organismos eucarióticos unicelulares. Foi estabelecido em 1988 por Foissner et al., como um novo filo com uma única família, Spironemidae. Sua colocação na árvore-da-vida eucariota não era clara, mas os autores sugeriram que a estrutura de seu núcleo de película e célula indicava uma estreita relação com os Euglenozoa. Por trinta anos após a construção do grupo, nenhuma informação genética estava disponível. Durante esse tempo, os pesquisadores propuseram que ela deveria ser classificada em, ou perto de, uma variedade de outros grupos, incluindo os alveolados, apusomônomos, anciomônomos e Rhizaria.
Em um artigo publicado em 2018, foi anunciado que uma nova espécie de hemimastigoforano, Hemimastix kukwesjijk, havia sido descoberta em uma amostra de solo da Nova Escócia e cultivada com sucesso em laboratório. Um segundo hemimastigoforano, uma nova espécie de Spironema, foi encontrado na mesma amostra. Análises filogenéticas dos dois organismos sugerem que Hemimastigophora é uma linhagem muito antiga, que divergiu dos outros eucariotos em uma data tão antiga que o grupo deveria ser classificado no nível do supra-reino.